# La verdad sobre el complot de Tablada y el Estado libre de Andalucía
La verdad sobre el complot de Tablada y el Estado libre de Andalucía es un libro escrito por Blas Infante y publicado en 1931. La obra se centra en los acontecimientos del llamado "complot de Tablada", un supuesto intento de proclamar un Estado andaluz independiente. En este texto, Infante se defiende de las acusaciones que lo vinculaban con dicho complot y expone sus ideas sobre la autonomía andaluza. El libro es un reflejo del pensamiento andalucista de Infante y ofrece una visión crítica de la situación política de Andalucía durante la Segunda República Española.

## Contexto histórico
El complot de Tablada fue un supuesto intento de insurrección militar que tuvo lugar en Sevilla en 1931, poco después de la proclamación de la Segunda República Española. Este incidente implicó a varios destacados republicanos andaluces, entre ellos Blas Infante, quien posteriormente relató su versión de los hechos en su obra "La verdad sobre el complot de Tablada y el Estado Libre de Andalucía".
El complot, según se denunció, consistía en una supuesta conspiración para proclamar la independencia de Andalucía y establecer un Estado libre, aprovechando el contexto de inestabilidad política en el país. Las autoridades republicanas reaccionaron con rapidez, arrestando a varios de los implicados, entre ellos a Blas Infante, Ramón Franco (hermano del futuro dictador Francisco Franco) y otros miembros de la candidatura Republicana Revolucionaria Federalista Andaluza. Sin embargo, la existencia real de dicho complot ha sido objeto de debate y es considerada por muchos como una fabricación o exageración por parte de sectores conservadores con el objetivo de desacreditar a los líderes republicanos y autonomistas.
Para Blas Infante, este evento supuso un punto de inflexión en su lucha por la autonomía andaluza. A través de su libro, Infante no solo desmintió las acusaciones en su contra, sino que también aprovechó la ocasión para exponer su visión de una Andalucía libre y soberana. La obra se convierte así en una defensa no solo personal, sino también de su ideario político, destacando la necesidad de una emancipación cultural y económica de Andalucía como base para su desarrollo y progreso.

## Emancipación cultural y económica
En La verdad sobre el complot de Tablada y el Estado libre de Andalucía, Blas Infante aboga por una profunda emancipación cultural y económica de Andalucía. Desde el punto de vista cultural, Infante subraya la importancia de recuperar y revitalizar las tradiciones, la historia y la identidad andaluzas, que habían sido marginalizadas o distorsionadas por el centralismo español. Sostiene que esta recuperación es esencial para la dignidad y la autonomía del pueblo andaluz. 
En cuanto a la emancipación económica, Infante critica el sistema latifundista predominante en Andalucía, el cual favorecía la concentración de la tierra en manos de unos pocos y perpetuaba la pobreza. Propone una reforma agraria que permita una redistribución de la tierra, con el objetivo de que los andaluces puedan beneficiarse directamente de sus propios recursos. Infante considera que la independencia económica es una condición indispensable para que Andalucía pueda ejercer una verdadera autonomía política y social. 

## Relevancia y legado
La verdad sobre el complot de Tablada y el Estado libre de Andalucía es una obra clave para comprender el pensamiento de Blas Infante y su visión de una Andalucía libre y autodeterminada. Aunque el "complot de Tablada" fue utilizado como pretexto para reprimir el movimiento andalucista, el libro de Infante trasciende esa coyuntura y se consolida como un llamado a la emancipación de Andalucía en todos los aspectos: cultural, económico y social. Esta obra sigue siendo un referente fundamental para el estudio del andalucismo y de la historia contemporánea de Andalucía.